# Ion Popescu-Puțuri
Ion Popescu-Puțuri (n. 28 mai 1906, Puțuri, România – d. 1993, București, România) a fost un istoric și demnitar comunist român.

## Biografie
În anul 1932 a devenit membru al Partidului Comunist din România. În 1949 a fost director general al Agenției Române de Presă AGERPRES, atunci înființată. A fost ambasadorul României la Budapesta în perioada Revoluției din Ungaria (1956).
În perioada 1961 - 1989, Ion Popescu-Puțuri a fost director la Institutul de Istorie al Partidului. Ion Popescu-Puțuri a fost deputat în Marea Adunare Națională în perioada 1959 - 1961 și în sesiunile din perioada 1965 - 1989.
La Congresul al XII-lea al PCR, Ion Popescu-Puțuri a fost primul care a sărit în apărarea lui Nicolae Ceaușescu, care a fost criticat în mod neobișnuit de curajos de bătrânul Constantin Pârvulescu. Prin acest gest și multe altele, Ion Popescu-Puțuri a contribuit la cultul personalității fostului dictator comunist. În 1989, la căderea regimului comunist, Ion Popescu-Puțuri era membru al Comitetului Central al Partidului Comunist Român.
Este înmormântat în cimitirul Mânăstirii Cernica.

## Distincții
- Ordinul „Meritul Cultural” în grad de cavaler clasa a II-a (1947)
- Medalia „A cincea aniversare a Republicii Populare Române” (24 decembrie 1952) „pentru lupta și munca duse în vederea făuririi, consolidării și prosperării Republicii Populare Române”[7]
- Ordinul Muncii clasa I (13 iunie 1956) „cu prilejul împlinirii a 50 de ani de la nașterea sa și pentru îndelungată activitate în mișcarea muncitorească”[8]
- Ordinul „23 August” clasa a IV-a (12 august 1959) „pentru merite deosebite în opera de construire a socialismului”[9]
- Medalia „40 de ani de la înființarea Partidului Comunist din Romînia” (6 mai 1961) „pentru activitate îndelungată în mișcarea muncitorească și merite în opera de construire a socialismului”[10][11]
- Ordinul „23 August” clasa I (18 august 1964) „pentru merite deosebite în opera de construire a socialismului, cu prilejul celei de a XX-a aniversări a eliberării patriei”[12]
- Ordinul „Tudor Vladimirescu” clasa I (30 aprilie 1966) „cu prilejul celei de-a 45-a aniversări de la înființarea Partidului Comunist din România, pentru îndelungată activitate în mișcarea muncitorească și merite deosebite în opera de construire a socialismului”[13]
- Ordinul „Apărarea Patriei” clasa I (1966)
- titlul de Erou al Muncii Socialiste și medalia de aur „Secera și ciocanul” (4 mai 1971) „cu prilejul aniversării a 50 de ani de la constituirea Partidului Comunist Român, [...] pentru activitate îndelungată în mișcarea muncitorească și merite deosebite în opera de construire a socialismului în patria noastră”[14]
- Ordinul „Victoria Socialismului” (19 august 1974) „pentru contribuția deosebită adusă la înfăptuirea politicii Partidului Comunist Român de făurire a societății socialiste multilateral dezvoltate în patria noastră”[15][16]
- Ordinul „Steaua Republicii Socialiste România” clasa I (7 mai 1981) „pentru rezultatele obținute în îndeplinirea cincinalului 1976–1980, pentru contribuția deosebită adusă la înfăptuirea politicii Partidului Comunist Român de făurire a societății socialiste multilateral dezvoltate în patria noastră, cu prilejul aniversării a 60 de ani de la făurirea Partidului Comunist Român”[17]

## Scrieri
- Presa muncitorească și socialistă din România, București: Editura Politică, 1964;
- Purtători de flamuri revoluționari. Evocarea vieții și luptei militanților revoluționari, socialiști și comuniști care au precedat marele act al creării partidului marxist-leninist din România. București, Editura științifică, 1971.